# Багачевський ліцей №1
Багачевський ліцей № 1 — загальноосвітній навчальний заклад у місті Багачеве Черкаської області.

## Історія
Школа була заснована у повоєнний час, 1946 року, як Звенигородська семирічна школа № 7. Вона підпорядковувалась відділу народної освіти виконавчого комітету Звенигородської районної ради депутатів трудящих Київської області. Розміщувалась у невеликій будівлі селища «Шахтинське», навчання проводилось двома мовами — українською та російською. Директором стала Пімахова Олександра Павлівна, потім Харчевна Марія Георгіївна.
1950 року школа була перейменована у Ватутінську середню школу № 1, того ж року вона переїхала до новозбудованої будівлі. 1953 року відбувся перший випуск 10 класу — 23 учні. З 1954 року школа вже у складі новоствореної Черкаської області. 1955 року колектив школи знову було переселено до новозбудованої будівлі, де він перебуває і сьогодні, перед фасадом було встановлено погруддя Тараса Шевченка та Максима Горького. Того ж року заклад отримав статус школи з російською мовою навчання. Директором став Лебедик Петро Михайлович.
1958 року школа отримала нову назву — Ватутінська загальноосвітня трудова політехнічна школа з виробничим навчання. 1963 року директором став Заїка Олексій Філімонович. 1967 року було збудовано другий корпус. Через рік навчальний заклад перейменовано у Ватутінську загальноосвітню трудову політехнічну школу № 1, 1971 року — у Ватутінську середню школу № 1.
1976 року у школі почалось поглиблене вивчення англійської мови, було набрано перший клас учнів, які почали вивчати цю мову з першого року навчання. Ініціатором цього виступила Романчук Лідія Миколаївна. Школа отримала нову назву — Ватутінська середня школа № 1 з поглибленим вивчення англійської мови.
З 2005 року школа отримала назву Ватутінська спеціалізована школа № 1 і статус спеціалізованої. 2016 року заклад став учасником проекту «Інноваційні школи Черкащини», з травня 2017 року отримано статус експериментального навчального закладу зі створення автентичної школи. Автором ідеї виступив заступник директора Підчіс Тетяна Борисівна.
У 2024 році школа отримала сучасну назву згодом після перейменування міста Багачеве.

## Педагогічний колектив
Педагогічний колектив школи налічує 39 учителів, з яких 2 мають звання «вчитель-методист», 12 — «старший вчитель». 18 педагогів мають вищу категорію, 12 — першу категорію, 3 — другу категорію.